# Chạy đua vũ trang

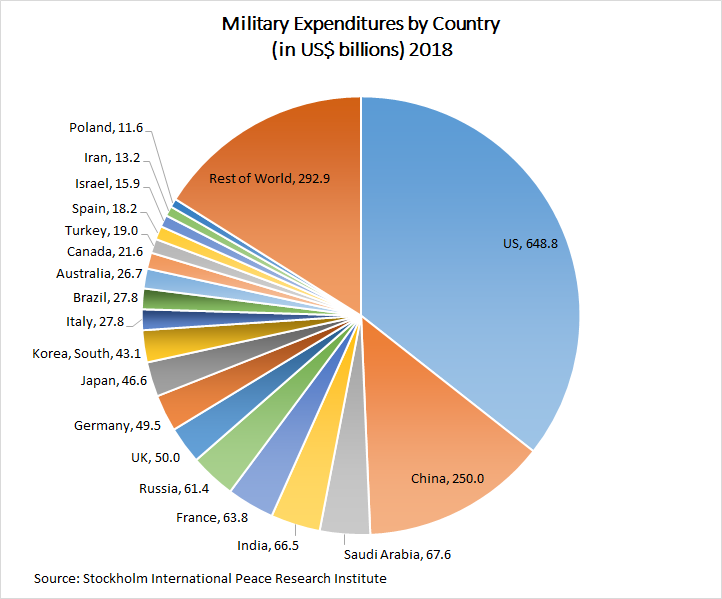
Một biểu đồ hình tròn cho thấy chi tiêu quân sự toàn cầu theo quốc gia cho năm 2018, bằng hàng tỷ đô la Mỹ, theo SIPRI.

Chạy đua vũ trang xảy ra khi hai hoặc nhiều quốc gia tham gia vào sự gia tăng tương tác hoặc cạnh tranh tăng số lượng "những người có vũ khí" cũng như "tài liệu chiến tranh".  định nghĩa đơn giản là một cuộc cạnh tranh giữa hai hoặc nhiều quốc gia để có lực lượng vũ trang vượt trội; một cuộc cạnh tranh liên quan đến sản xuất vũ khí, sự phát triển của quân đội và mục tiêu của công nghệ quân sự vượt trội.
Thuật ngữ này cũng được sử dụng để mô tả bất kỳ tình huống cạnh tranh leo thang dài hạn nào, trong đó mỗi đối thủ cạnh tranh tập trung vào việc vượt qua những đối thủ khác.
Một cuộc chạy đua vũ trang tiến hóa là một hệ thống trong đó hai quần thể đang phát triển để liên tục tăng dân số vượt qua quần thể còn lại. Khái niệm này có liên quan đến Giả thuyết của Nữ hoàng Đỏ, nơi hai sinh vật cùng tiến hóa để vượt qua nhau nhưng mỗi sinh vật không tiến triển so với sinh vật kia.
Trong công nghệ, có sự tương đồng gần giống với các cuộc đua vũ trang giữa ký sinh trùng và vật chủ, chẳng hạn như cuộc chạy đua vũ trang giữa người viết virus máy tính và người viết phần mềm chống vi-rút, hoặc kẻ gửi thư rác chống lại nhà cung cấp dịch vụ Internet và người viết phần mềm E-mail.
Tổng quát hơn, thuật ngữ này được sử dụng để mô tả bất kỳ cuộc thi nào không có mục tiêu tuyệt đối, chỉ có mục tieue tương đối là vượt lên trước các đối thủ khác về thứ hạng hoặc kiến thức. Một cuộc chạy đua vũ trang cũng có thể ám chỉ sự vô ích khi các đối thủ cạnh tranh tốn rất nhiều thời gian và tiền bạc, nhưng cuối cùng lại rơi vào tình huống như thể họ chưa bao giờ bắt đầu cuộc chạy đua vũ trang.